# Печат на Индиана
Печатът на Индиана се използва от губернатора на щата за удостоверяване на официални документи.
Преминал е през няколко промени, откакто щатът е бил част от северозападната територия. Предполага се, че първият печат, който е подобен на сегашния, е създаден от Уилям Хенри Харисън по време на неговото управление на тогавашната територия Индиана.
Сегашният дизайн на печата е стандартизиран от Общото събрание на Индиана през 1963 г.